# Flo (film)
Pour les articles homonymes, voir Flo.
Pour plus de détails, voir Fiche technique et Distribution.
Flo est un film français réalisé par Géraldine Danon, sorti en 2023. Il s'agit de son premier long métrage et du film biographique consacré à la navigatrice Florence Arthaud (1957-2015), inspiré du livre La Mer et au-delà (2020) de Yann Queffélec.
Il est présenté en sélection officielle, hors compétition, dans la section « Cinéma de la Plage » au festival de Cannes 2023.

## Fiche technique
Sauf indication contraire, les informations mentionnées dans cette section peuvent être confirmées par la base de données cinématographiques Unifrance,  présente dans la section « Liens externes ».
- Titre original et francophone : Flo
- Réalisation : Géraldine Danon
- Scénario : Géraldine Danon et Yann Queffélec, avec la collaboration d'Agnès de Sacy, d'après l'ouvrage La Mer et au-delà de Yann Queffélec
- Musique : Adrien Bekerman
- Décors : Clément Colin
- Costumes : Dorothée Guiraud
- Photographie : Pierre Milon
- Son : Lucien Balibar
- Montage : Loïc Lallemand
- Production : Victor Hadida et Manuel Munz
- Sociétés de production : Les Films Manuel Munz et France 2 Cinéma
- Sociétés de distribution : Metropolitan Filmexport (France) ; Les Films 26 (Côte d'Ivoire), Vertigo Films Distribution (Belgique)
- Budget : 15 millions €[2]
- Pays de production :  France
- Langue originale : Français
- Format : Couleur – 2,35:1 – son 5.1
- Genre : Biographie, drame
- Durée : 131 minutes
- Dates de sortie :
  - France : 19 mai 2023 (festival de Cannes)[3] ; 1er novembre 2023 (sortie nationale)
  - Belgique : 1er novembre 2023
  - Côte d'Ivoire : 3 novembre 2023

## Distribution

### Acteurs principaux
- Stéphane Caillard : Florence Arthaud
- Alison Wheeler : Yoyo
- Alexis Michalik : Olivier de Kersauson
- Pierre Deladonchamps : Jean-Marie Arthaud
- Charles Berling : Jacques Arthaud
- Samuel Jouy : Jean-Claude Parisis
- Marilyne Canto : Anne-Marie Arthaud
- Grégoire Colin : Christian Garrel
- Olivier Loustau : Jean Le Rouzic

### Acteurs secondaires
- Loup Lamazou : Titouan Lamazou
- Théo Cholbi : Philippe Poupon
- Paul Bartel : Philippe Monnet
- Jean-Baptiste Le Vaillant : Eugène Riguidel
- Achille Reggiani : Alain Gabbay
- Marion Poupon : Flo, 16 ans
- Arthur Fontaine : Jean-Marie, 16 ans
- Benjamin Sulpice : Aurélien
- Robert Cantarella : le médecin à Garches
- Gustave Parking : le journaliste en Guadeloupe
- Phénix Brossard : Loïc
- Michel Bompoil : le joueur
- Myriam Gagnaire : la secrétaire de Christian Garel
- Pierre-François Grunenwald : le portier

## Production

### Développement
Le scénario est écrit par Géraldine Danon et Yann Queffélec. Ce dernier avait déjà consacré à la navigatrice l'ouvrage La Mer et au-delà, publié en 2020, dont s'inspire le film.

### Tournage
Le tournage commence le 27 juillet 2022, à Saint-Malo, en Ille-et-Vilaine. Il a également lieu en Loire-Atlantique, dans le Morbihan (La Trinité-sur-Mer),, dans le Var (Saint-Mandrier-sur-Mer), à Pointe-à-Pitre (Guadeloupe), en Afrique du Sud et à Paris,.
L'équipe du film a pu utiliser le voilier Pierre 1er, sur lequel  Florence Arthaud avait remporté la Route du Rhum en 1990.

### Musique
Adrien Bekerman a composé la musique du film, dont la bande originale est sortie le 1er novembre 2023.
Liste des pistes
1. Accident (1:18)
2. Hôpital (3:31)
3. Petrouchka (2:21)
4. Cape Town (1:58)
5. Le voyant (4:01)
6. Scènes d'amour (2:16)
7. Training (version film) (2:30)
8. La chanson des Forbans (1:44)
9. Tango Sake (1:59)
10. Casino (3:03)
11. Mariage (2:53)
12. Départ de la Route du Rhum (1:59)
13. Extrême (1:32)
14. Renaissance (3:57)
15. Victoire (4:40)
16. Arrestation (1:27)
17. Loïc (1:35)
18. Disparition (0:48)
19. Épilogue (8:07)
20. La chanson des Forbans (version bande-annonce) (2:16)

## Accueil

### Critique
« Le film est une réussite », note Jean-Max Méjean sur Jeune Cinéma en ligne directe, ajoutant que Flo porte « sur le talent d’une femme libre qui a su s’affranchir de son milieu social et des présupposés sur son sexe pour devenir une icône au sens fort du terme ». Maroussia Dubreuil du Monde juge que le filme offre « un portrait vivifiant » de la navigatrice. Jacky Bornet de France Info juge que « le film de Géraldine Danon transmet cette fibre furieuse, cette soif de vie, d’expériences intenses » de la navigatrice, et note que les excès montrés dans le film  « participent de la légende Florence Arthaud ».
À l'inverse, Isabelle Spaak du Figaro accorde une cote de 1/4 à cette biographie qu'elle qualifie de « chronique d'un naufrage » et Jacques Morice de Télérama estime que « ce biopic qui prend l’eau (...) néglige la compétition de voile, les exploits de la championne ».

### Box-office
Durant sa période d'exploitation au cinéma, le film attire 279 531 spectateurs.

### Controverse
La famille de la navigatrice s'est globalement opposée au film. Sa fille Marie a assigné la production en justice pour avoir un droit de lecture sur le scénario. Cela lui est refusé par le tribunal judiciaire de Paris en avril 2023,. S'il ne participe pas à la procédure judiciaire, Hubert Arthaud, frère de la navigatrice décédée, soutient la démarche de Marie et critique par ailleurs l'ouvrage La Mer et au-delà de Yann Queffélec, dont s'inspire le film : « C'est un roman qui n'est pas terrible, assez lyrique. Ils en ont acheté les droits et à partir de là, ils avaient le droit, sans l'accord de la famille, de faire ce film. »
La famille de Florence Arthaud reproche par ailleurs des inexactitudes et des mensonges sur sa représentation à l'écran. Hubert Arthaud critique notamment l'image de fêtarde montrée dans le film, ainsi que les nombreuses scènes de sexe : « Le scénario est immonde, c'est un film à la Voici ! Ce qui me choque, c'est qu'ils sont complètement passés à côté de la magie de Florence. Effectivement, c'est un personnage qui est un peu no limit, aussi bien dans la fête que dans une tempête. Mais ce n'est pas du tout un personnage qui est une alcoolique de base. »
Face aux critiques, la réalisatrice Géraldine Danon se défend, expliquant avoir voulu réaliser « une ode à Flo, amoureuse de la vie, des hommes, de la mer, une grande championne, ma sœur de vie ».